# Wild Boar
Michael Hitchman (* 12. Oktober 1989 in Blaina, Wales) ist ein walisischer Wrestler. Er stand zuletzt bei der WWE unter Vertrag und trat regelmäßig in deren Show NXT UK auf.

## Wrestling-Karriere

### Independent Promotions (seit 2009)
Hitchman gab sein Debüt am 10. September 2009 für Celtic Wrestling. Sein Match gegen Danny Blue Eye gewann er. Am 25. Februar 2010 forderte er zusammen mit Evo Star die CW Tag Team Champions Thunder And Lightning The Lightning Kid & Tommy Dean heraus, die Titel konnten sie jedoch nicht gewinnen. Hiernach begann er für verschiedene Independent Promotions anzutreten, unter anderem für Welsh Wrestling, AMP Wrestling, 4 Front Wrestling, Frontier Wrestling Alliance, Premier Promotions und Dragon Pro Wrestling. In dieser Zeit konnte er einige Titel gewinnen.

### World Wrestling Entertainment (2018–2022)
Am 29. Juli 2018 gab er sein Debüt für die WWE, das erste Match gegen Ligero konnte er jedoch nicht gewinnen. Am 25. August verlor er gegen Mark Andrews. Seinen ersten Sieg errang er zusammen mit Tucker in einem Tag Team Match gegen Jack Starz & Jake Constantinou. Bei den Tapings für NXT UK im Oktober verlor er gegen Dave Mastiff und Jordan Devlin. Am 25. November konnte er Josh Morrell besiegen. Bei den Tapings am 13. Januar 2019 verlor er gegen Joseph Conners. Am 22. Februar gewann er zusammen mit Primate gegen Lewis Howley & Sam Stoker, ab hier gründeten sie das Tag Team The Hunt. Für den Rest des Jahres bestritten sie diverse Tag Team Matches, welche sie zum Teil für sich entscheiden konnten. Im Januar 2020 bestritten sie Tag Team Matches gegen Danny Burch & Oney Lorcan und The Grizzled Young Veterans James Drake & Zack Gibson, diese konnten sie jedoch nicht gewinnen. Am 18. August 2022 wurde bekannt gegeben, dass Hitchman von der WWE entlassen wurde.

## Titel und Auszeichnungen
- Scottish Wrestling Alliance
  - SWA X Championship (1×)

- Pro Wrestling 4 U
  - PW4U World Championship (1×)

- Pro Evolution Wrestling
  - Pro Evolution Tag Team Championship (1×) mit Mike Bird

- Kombat Pro Wrestling
  - KPW Tag Team Championship (1×) mit Primate

- Pro Wrestling Chaos
  - King Of Chaos Championship (2×)

- Insane Championship Wrestling
  - ICW Tag Team Championship (1×) mit Mike Bird

- Dragon Pro Wrestling
  - Dragon Pro Tag Team Championship (1×) mit Morgan Webster
  - All Wales Championship (1×)

- Attack! Pro Wrestling
  - Attack! Championship (1×)
  - Attack! 24:7 Championship (5×)